# Règle de Greenspan-Guidotti
La règle de Greenspan-Guidotti est une règle de politique monétaire selon laquelle les réserves de change d'un pays doivent être égale à sa dette extérieure de court terme. Le respect de cette règle permet aux États de disposer de réserves suffisantes pour résister à des fuites de capitaux importantes.

## Concept
Les pays émergents sont caractérisés, au XXe siècle, par la volatilité des entrées et des sorties de capitaux. La situation devient difficile pour ces pays lorsque, quand une dette extérieure du pays arrive à maturité et qu'elle est libellée dans une devise étrangère, le pays ne détient plus assez de cette devise pour rembourser sa dette. Les pays ont pendant longtemps adopté la « règle des trois mois », selon laquelle les réserves de changes de la banque centrale doit être équivalente à la valeur de trois mois d'importations en devise étrangère.
La règle de Greenspan-Guidotti vise à préciser les conditions qui doivent être respectées par les pays pour résister à une sortie massive de capitaux ou à l'arrivée à maturité d'une dette extérieure libellée en devise étrangère. Selon cette règle, il est nécessaire pour un pays de détenir des réserves de changes équivalentes à la dette extérieure de court terme (de maturité d'un an ou moins). 
La règle porte le nom du banquier central Alan Greenspan, qui a longtemps dirigé la Réserve fédérale des États-Unis, et de Pablo Guidotti, ancien vice-ministre de l’Économie de l'Argentine. Guidotti a exprimé cette règle pour la première fois lors d'un sommet international en 1999 ; Greenspan la critiqua ensuite fortement lors d'un discours à la Banque mondiale.
La règle est suivie par beaucoup de pays émergents. L'OCDE remarque en 2011 que les réserves de change de l'Amérique latine couvrent 200% de leur dette extérieure ; le Mexique atteint 260% environ.

## Débats et critiques
Plusieurs recherches économiques ont été menées par la suite afin de vérifier la pertinence de la règle. Une étude menée par Guzman Calafell et Padilla del Bosque montre que le ratio de réserves de change sur dette extérieure est un bon outil pour prédire la probabilité d'une crise de la dette extérieure.
Les réserves de change des pays émergents sont devenues excessives du fait de la crainte de sorties brutales de capitaux. Or, une accumulation excessive de devises étrangères peut entraîner des déséquilibres financiers internes, comme de l'inflation ou une augmentation des moins-values, tout en ayant des conséquences néfastes sur le système financier mondial du fait de l'excès de liquidité;